# Уточкін Сергій Ісайович
Сергі́й Іса́йович У́точкін (рос. Сергей Исаевич Уточкин; прізвиська — Рудий пес та Академік спорту; 30 червня (12 липня) 1876, Одеса — 31 грудня 1915 (13 січня 1916), Петроград) — спортсмен Російської імперії кінця XIX століття — початку XX століття, льотчик-випробувач, пілот-авіатор (з 1910 року), піонер і пропагандист авіації. Брав участь у велосипедних перегонах, грав у футбол, займався автомобільним, вітрильним, ковзанярським та мотоциклетним спортом, боксом, боротьбою, веслуванням, гімнастикою, джіу-джитсу, легкою атлетикою, парашутизмом, плаванням, тенісом, фехтуванням тощо.
Уточкін став другим у Російській імперії вітчизняним льотчиком після Михайла Єфімова, здійснивши 12-ти хвилинний політ над Одесою 2 (15) березня 1910 року. Відповідно до деяких джерел, за свою кар'єру Сергій Ісайович здійснив близько 150-ти польотів на аероплані у 70-ти містах світу. За іншими ж даними, лише впродовж трьох років Сергій Уточкін побував у 600 великих і малих містах Російської імперії, де літав на аероплані. Став першим льотчиком Азербайджану. А також брав участь у Першому всеросійському святі повітроплавання, де разом з Єфімовим вони виграли майже усі змагання. Член Одеського британського атлетичного клубу, Одеського аероклубу й Імператорського Чорноморського яхт-клубу.

## Життєпис

### Перші роки
Сергій Ісайович Уточкін народився 30 червня (12 липня) 1876 року в місті Одеса (тоді входило до складу Херсонської губернії, Російської імперії). Батько Сергія — Ісай Кузьмич — був будівельним підрядником і купцем другої гільдії; мати звали Аустинія Стефанівна. Сім'я Уточкіних в той час мешкала в Успенському провулку у домі № 23. Хрестили Сергія в Успенський церкві. Його хрещеними батьками стали купець другої гільдії Дмитро Федорович Алексєєв та його дружина — Параска Азафіївна Алейнікова, що володіла будинком, який винаймали Уточкіни. Після смерті останньої Ісай Кузьмич викупив будинок та передав його у спадок своїм трьом синам — Сергію, Миколі та Леоніду. У 1881 році, коли Сергію було п'ять років, Аустинія Стефанівна померла при народженні молодшого брата Сергія. Згодом Ісай Кузьмич помер від туберкульозу. Після смерті батьків вихованням хлопців зайнялася двоюрідна сестра Уточкіних з боку батька. Однак, згодом хлопці розселилися по іншим родинам, де виховувалися на гроші, залишені батьками.
Відомо, що Сергій ще у дитинстві почав страждати на заїкання. За переказом, це трапилося тоді, коли хлопець жив на пансіоні в одного з вчителів Рішельєвської гімназії, Краузе. Краузе мав велику родину, однак страждав на алкоголізм. Одного разу він пропав на кілька днів. Згодом виявилося, що насправді Краузе покінчив життя самогубством. Після того, як його дружина знайшла свого чоловіка повішеним на горищі, вона, збожеволівши від горя, вбила своїх дітей кухарським ножем. За цим переказом, малий Сергій, прокинувся від шалених криків, щоправда йому вдалося чудом вижити. Від пережитого хвилювання Сергій Уточкін почав заїкатися і не міг позбутися цієї вади протягом усього свого життя.
У своїх спогадах про дитинство Уточкін пригадував, як у Криму, куди його привезла сестра, він приглядався до вітряка, міркуючи про політ на ньому. Першого разу хлопець, не втримавшись, впав з вітряка на землю, другого разу йому вдалося злетіти, проте, зробивши кілька кіл Сергій Уточкін впав, але це стало першим польотом майбутнього льотчика-випробувача.

### Спортивна кар'єра

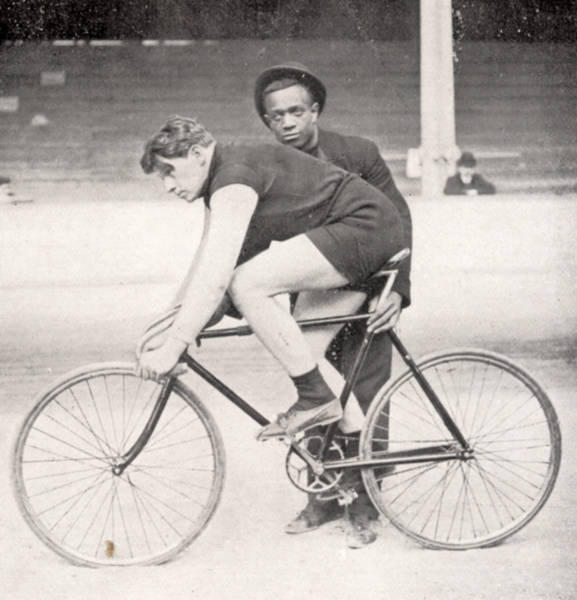
Сергій Уточкін і всесвітньо відомий велогонщик Вуді Гедспас на велодромі у 1908 році

Згідно із заповітом батька, його спадок видавався його синам, зокрема, й Сергію, частинами щорічно. Після смерті батька Уточкін пішов вчитися у місцеве реальне училище святого Павла. Коли опікуном юнака був приват-доцент Новоросійського Імператорського університету, Михайло Шульгін, щоб зайняти чимось Сергія він купив хлопцю велосипед фірми «Діана». Згодом Уточкін все менше приділяв уваги навчанню в училищі. Вже через чотири місяці на цьому ж велосипеді Сергій був заявлений на місцевому чемпіонаті Одеси. У 1891 році, у 15-ти річному віці, юнак покинув комерційне училище та почав заробляти гроші, беручи участь у велосипедних перегонах. Наступні 17 років Уточкін отримав багато перемог, як в Російській імперії так і за кордоном. Зокрема, у велосипедних перегонах він досяг чемпіонства країни, а також вийшов на міжнародну арену, вигравши Великий приз на змаганнях у Лісабоні.
Досягши успіхів у велоспорті, «Рудий пес» перейшов до авто- та мотоперегонів. Впродовж 15 років своєї спортивної кар'єри Уточкін був неодноразовим чемпіоном і призером мотоциклетних й автомобільних перегонів у Санкт-Петербурзі, Москві, Лісабоні та Брюсселі. Окрім того, Сергій був відомим екстремалом, зокрема, спускався з Потьомкінських сходів на мотоциклі та автомобілі, а також на мотоциклі проїжджав по арках Горбатого (Бароновського) моста.
1894 року, у 17-ти річному віці, Сергій Уточкін став одним з найперших футболістів відомої місцевої команди — Одеського британського атлетичного клубу (ОБАК). У футбол він грав до 34-х років, заснував в Одесі два футбольні клуби і був капітаном одного з них. Уточкін також писав статті у відому на той час місцеву газету — «Одесские новости». Окрім того, він займався парашутизмом, гімнастикою, джіу-джитсу, легкою атлетикою тощо, був чемпіоном Одеси з ковзанярського спорту, тенісу, фехтування, плавання, боксу, боротьби та веслування. Також наспір обігнав міський трамвай на десятикілометровій дистанції, опускався у водолазному костюмі на дно Чорного моря, одним з перших в імперії катався на роликових ковзанах. Окрім того, побудувавши власноруч яхту, під назвою «Баба Ягуржъ», брав участь у регатах. Приблизно у той же час Імператорський Чорноморський яхт-клуб видав постанову, яка й досі зберігається в Одеському обласному державному архіві, згідно з якою Сергію Уточкіну було заборонено брати участь у регатах.
Важко підрахувати, скільки за своє життя Уточкін падав на повній швидкості як з велосипедів, так і з мотоциклів, врізався у шлагбауми, перевертався на яхті тощо. Окрім того, він також любив битися, займаючись боротьбою та боксом.

### Початок кар'єри в авіації
Приблизно у той же час в Одесу приїхав відомий повітроплавець, Юзеф Древницький. Сергій, зібравши 20 російських рублів, разом з друзями відправився на виступ. Тоді вони піднялися у повітря на повітряній кулі, але потрапили у Чорне море. У 1902 році Уточкін продовжував їздити на велосипеді, автомобілі та повітряній кулі, а також розпочав будівництво власного аероплана. За іншими відомостями, влітку 1907 року Сергій Уточкін вперше побачив повітряну кулю, здатну підняти людину в небо. Вже 2 жовтня на придбаному разом з друзями надувному літальному апараті він здійснив свій перший самостійний підйом у небо. Того ж року він здійснив у рідній Одесі кілька самостійних польотів на повітряній кулі. 29 липня 1908 року він досяг на ній висоти 1200 метрів. Згодом Уточкіна так захопила авіація, що він взимку, перевізши на пароплаві кулю до Європи, полетів до Єгипту і здійснив політ над пірамідами та пустелею Сахара. У той же час секретар Одеського аероклубу, Карл Маковецький, замовив місцевому одеському винахіднику А. Н. Цацкіну вироблення планера, на якому й літав Уточкін.
Саме завдяки польотам на повітряній кулі Уточкін зацікавився авіацією. Згодом, з Франції в Одесу приплив пароплав, на якому було доправлено місцевому аероклубу аероплан «Voisin». Тоді Уточкін разом з іншими місцевими авіаторами, як от Михайлом Єфімовим, намагався політати на цьому апараті, але ці спроби були невдалими, через що аероплан зламався. У ті часи столицею авіації була Франція, куди й вирушив одеський спортсмен, зібравши десять тисяч французьких франків. У Парижі Сергій Ісайович влаштувався слюсарем на фабрику, де збирав авіамотори «Гном». Там же Уточкін вперше побачив польоти відомих авіаторів: братів Райт, Луї Блеріо, Альберто Сантос-Дюмона тощо. Повернувшись з Парижа в Одесу Уточкін узяв з собою двох техніків. Окрім того, Сергій привіз із собою мотори, деталі та креслення і вирішив самостійно будувати літак. Гарнізонне начальство видало Уточкіну матросів і майстерні. Однак, колишньому слюсарю не вистачило коштів, а, побудований спортсменом моноплан так і не злетів через малопотужний мотор.

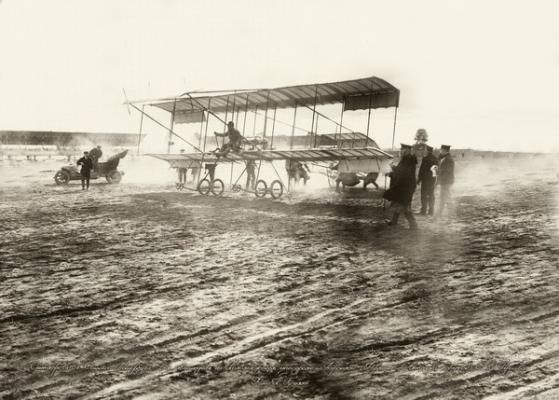
Аероплан Farman IV

Грошей на літак у Франції спортсмен так і не здобув. Єдиний, хто зголосився дати кошти на літак та освіту у школі Анрі Фармана, це банкір Іван Ксідіас, який запропонував натомість доволі суворі умови — три роки поспіль здійснювати публічні польоти лише за вказівкою банкіра. Сергія не влаштовували на той час такі умови. Натомість на них зголосився один з учнів Уточкіна з велоспорту — Михайло Єфімов. Восени 1909 року барон Ксідіас купив перший у Російській імперії аероплан Farman IV. Ще через пів року, 23 лютого (8 березня) 1910 року Єфімов підняв у небо аероплан, ставши першим вітчизняним льотчиком Російської імперії. За тиждень, 2 (15) березня 1910 року Уточкін отримав у Ксідіаса дозвіл на польот і на аероплані Farman IV і без жодної підготовки здійснив перший у своєму житті авіаполіт, який тривав 12 хвилин. Таким чином, Сергій Ісайович став другим в імперії льотчиком, у квітні третім льотчиком став Микола Попов, а до кінця року їх стало близько 30-ти. А вже 18 (31) березня 1910 року на місцевому іподромі Уточкін здав екзаменаційний політ на звання «пілота-авіатора». Члени комітету аероклубу запропонували льотчику виконати «вісімку». Піднявшись у повітря на висоту близько 35-ти метрів, Уточкін зробив крутий поворот, протримавшись десь три хвилини у повітрі, а потім отримав грамоту та звання «пілота-авіатора». Однак, свідоцтво міжнародного стандарту мав право видавати лише Імператорський Всеросійський аероклуб. Тому іще довго велося листування між одеситами та санкт-петербурзькими чиновниками, поки Уточкін отримав міжнародне свідоцтво.
Того ж року, під час єврейського погрому, Сергій намагався захистити одного старого місцевого єврея, однак отримав ніж у спину. Видатний спортсмен потрапив на сім тижнів у лікарню, де вдячні місцеві представники єврейської громади міста одного разу прийшли йому віддячити.

### Піонер авіації

Перші авіатори країни, зліва на право: Васільєв Олександр Олексійович, Сергій Уточкін, Михайло Єфімов.

Так розпочалася кар'єра Уточкіна в авіації. Вже у квітні того ж року він провів демонстраційні польоти у Києві та Москві. Подивитися на польоти Уточкіна, про якого захоплено писали газети, збиралися величезні натовпи глядачів. Зокрема, у Харкові під час виступу для забезпечення громадського порядку довелося залучати небачені до того сили: 180 поліцейських, понад півсотні приставів, три сотні козаків з Чугуєва і батальйон піхоти. Московське скакове товариство на загальних зборах 12 травня 1910 року піднесло Уточкіну жетон з написом: «Першому російському авіатору в Москві». Московське товариство повітроплавців, влаштовуючи у Москві школу повітроплавців, запропонувало Уточкіну стати її викладачем. У серпні 1910 році він займався випробуванням літаків на московському заводі «Дукс», а потім, все ж, добудував свій біплан на кшталт французьких Farman-ів, на якому літав над Одесою та морем. Окрім того, на своєму літаку він облітав усю Центральну Росію, встановивши ряд рекордів. Зокрема, у Москві, на Хотинському полі він отримав срібний кубок з рук Миколи Жуковського за точність приземлення.
У вересні та жовтні 1910 року на Комендантському аеродромі у Санкт-Петербурзі пройшло Перше всеросійське свято повітроплавання, і серед дванадцяти пілотів, які взяли участь у святі, був Сергій Уточкін. Як писала газета «Биржевые новости», «у групу вишукано одягнених спортсменів ніби помилково забрались двоє людей несхожого складу, несхожої породи — Уточкін і Єфімов». Та саме ці спортсмени стали здобувати перемогу за перемогою, що змусило організаторів свята запровадити нововведення — спеціальні призи для офіцерів. Зокрема, 21 вересня у змаганні професіоналів на точність спуску перший приз отримав саме одеський спортсмен. А наступного дня у змаганні на тривалість польоту без спуску він зайняв друге місце, а у змаганні на висоту польоту — третє. Окрім того, у змаганні з посадки на умовну палубу корабля Уточкін також зайняв друге місце, а приз морського відомства отримав Єфімов. Тоді Уточків посадив свій літак у восьми метрах від центру, а Єфімов — у п'яти. Однак, 24 вересня (7 жовтня) 1910 року на тому ж святі сталася перша у Російській імперії авіакатастрофа, через яку помер перший український авіатор Левко Мацієвич. У той же день ледь не розбився Уточкін, натрапивши на один з канатів.
20 жовтня 1910 року Сергій Уточкін злетів у небо та зробив кілька кіл над Баку на своєму літаку Farman IV, ставши першим авіатором в історії Азербайджану. До зими 1910 року Уточкін встиг побувати у Батумі, Варшаві, Лодзі, Катеринославі (нині Дніпро), Кишиневі, Нижньому Новгороді, Ростові-на-Дону, Санкт-Петербурзі, Сімферополі, Тифлісі (сучасне Тбілісі), налітавши під час цього турне у підсумку 3500 верст. 10 грудня того ж року на сконструйованому вже власними силами літаку авіатор здійснив політ над Одесою. Стартував спортсмен на місцевому іподромі, пролетів над Тюремним замком та чумною горою, а потім на висоті чотирьох сотень метрів перетнув місто вздовж Преображенської вулиці та приземлився на одному з пустирів. За свідченнями самого Уточкіна, цю машину за три місяці побудував запасний морського батальйону А. Кам. А вже 19 січня наступного року Уточкін зі своїм літаком відправився до Єгипту, де влаштував показові польоти у традиційний зимовий сезон. У травні він літав у Греції. Уточкін неодноразово давав виступи в Одесі. Так 1 липня 1911 року відбувся політ авіатора між кондитерською «Печескаго» та 3-м павільйоном виставки в Олександрівському саду. Наступного дня він перелетів з Ланжерона у Дофінівку через Одеську затоку.
Впродовж трьох років Сергій Уточкін побував у 600 великих і малих містах Російської імперії, де літав на аероплані. Саме завдяки численним польотам Сергія Уточкіна у різних куточках імперії мільйони людей вперше побачили аероплан і сотні тисяч захопились авіацією на все життя. Серед них — майбутні авіаконструктори Микола Полікарпов (в Орлі), Павло Сухий (у Гомелі), Сергій Іллюшин та розробники авіадвигунів Олександр Мікулін (у Києві) і Володимир Клімов (у Москві), конструктор перших у світі космічних ракет Сергій Корольов (у Ніжині), автор «мертвої петлі» Петро Нестеров (у Тифлісі). За свою кар'єру Сергій Ісайович здійснив близько 150-ти польотів та аероплані у 70-ти містах світу. Свій 100-й політ Сергій Уточкін провів в Одесі на виставці 1910 року. Вже у часи своєї кар'єри авіатора льотчик неодноразово потрапляв у катастрофи. Так, у Катеринославі від вітру аероплан потрапив у дерева, а в Ростові через зупинку мотора машина впала, трохи не вбивши пілота. Подібна ж аварія відбулася біля Бендер.

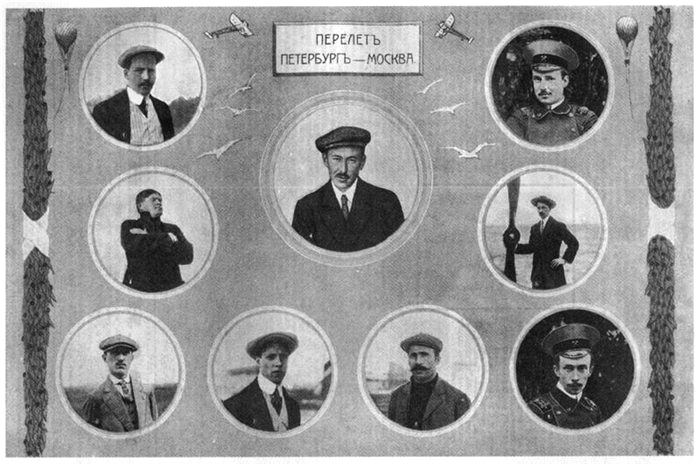
Поштівка, присвячена першому у Російський імперії груповому перельоту з Санкт-Петербурга до Москви, який відбувся 10-11 липня 1911 року. Зліва на право, верхній ряд: Єжи-Вітольд Янковський, Олександр Агафонов; середній ряд: Сергій Уточкін, Васильєв Олександр Олексійович, Михайло Сціпіо дель Кампо; нижній ряд: Масленніков Борис Семенович, Макс фон Лерхе, Микола Костін, Слюсаренко Володимир Вікторович.

### Катастрофа під Новгородом
Переломним у кар'єрі льотчика став 1911 рік, коли проходив перший в імперії дальній переліт з Санкт-Петербурга до Москви. Критики вважали дистанцію дуже важкою, а за поганої погоди взагалі неможливою. У цьому рекордному польоті, який до того ще ніхто не робив, зголосилося узяти участь лише дев'ять льотчиків (за іншими відомостями — п'ятнадцять) — Олександр Агафонов, Олександр Васильєв, Микола Костін, Макс фон Лерхе, Борис Масленніков, Володимир Слюсаренко, Михайло Сціпіо дель Кампо, Сергій Уточкін, Єжи-Вітольд Янковський. Стартували льотчики 10 липня, тоді ж дуже зіпсувалася погода, задув шквальний вітер і пішов дощ, через що деякі авіатори припинили змагання. Однак, Уточкін вирішив, що полетить хоч один, а інший учасник польоту, Микола Шиманський пообіцяв пустити собі кулю в лоба, якщо його пустять на трасу. Проблеми у льотчика почалися майже зі старту. Справа у тому, що учасники польоту орієнтувалися по залізниці, а при поганій погоді авіатори втратили орієнтир. Через це до Москви долетів лише Олександр Васильєв, а усі інші пропагандисти авіації потрапили у шпиталь, окрім Шиманського, який помер під час польоту. Сергій Уточкін розпочав свій політ добре, однак, за десять кілометрів від Новгорода забарахлив мотор, через що спортсмен був змушений посадити машину на шосе. Солдатами 85-го піхотного Виборзького полку, який на той час базувався під Новгородом, аероплан було відновлено й Уточкін знову злетів.
Щоправда, через годину після другого старту апарат над селом Зайцево потрапив у катастрофу. Це сталося через несправність пропелеру. Літак врізався у берег річки, а Сергій Ісайович хоч і встигнув вистрибнути з аероплана, вдарився об крило та впав у воду. Від аварії під Новгородом він потерпав більше ніж до цього. Через цю аварію Сергій потрапив у заштатну лікарню, поки його не відправили до рідної Одеси. Лікарі діагностували у льотчика переломи ноги та руки, вивих ключиць, колінної чашечки, важкі забої грудної клітки, голови тощо.

### По завершенні кар'єри

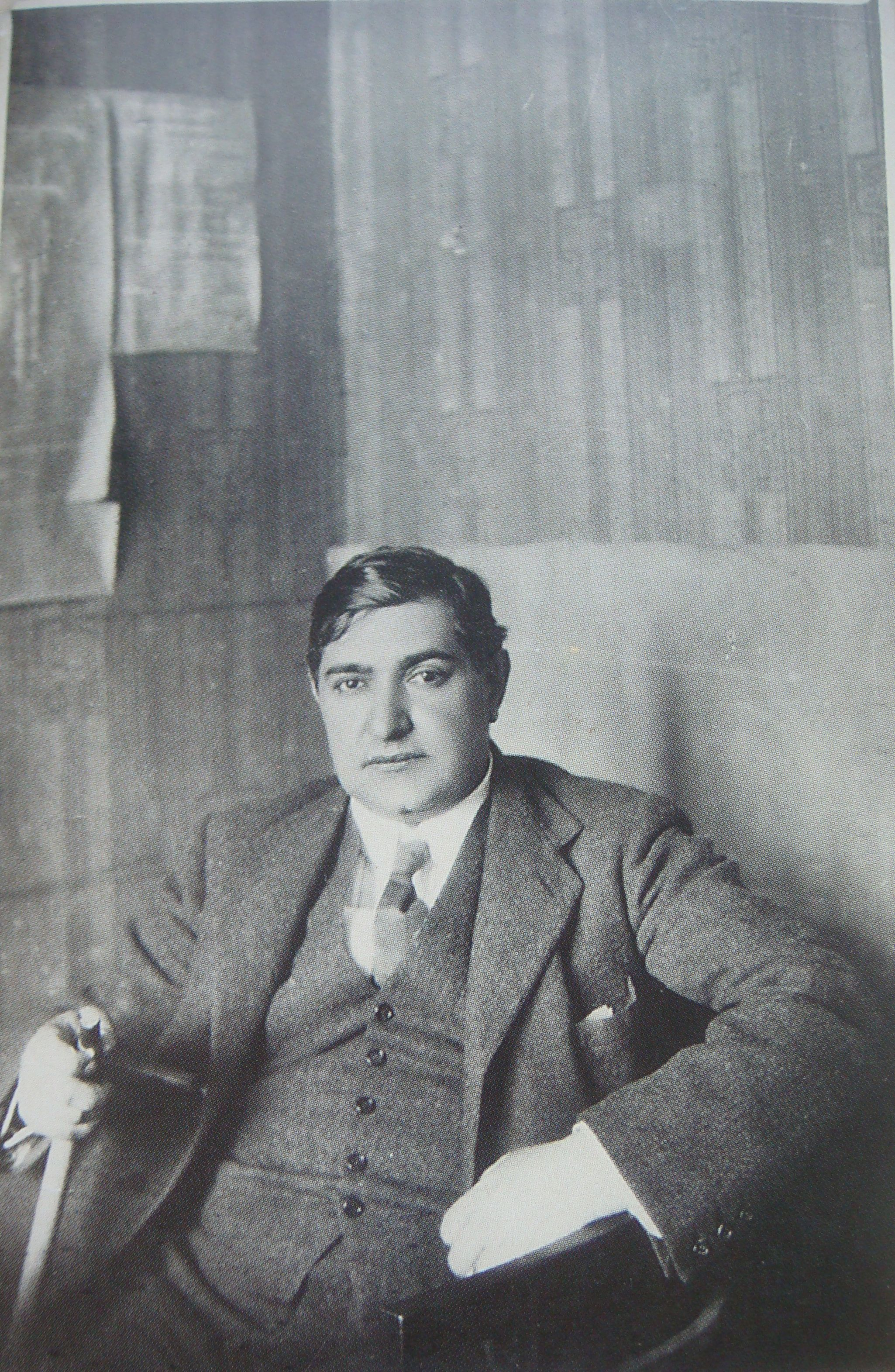
Артур Анатра

За півтора місяці після виходу з лікарні Сергій намагався повернутися до авіації. Вже 2 жовтня він змагався на аероплані з автомобілем, яким керував Д. С. Асвадуров. А вже за три тижні, 28 жовтня, відбулося змагання Уточкіна з В. Хіоні, яке проходило на дистанції з гіподрому у Кляйн Лібенталі та з віражами над Сухим лиманом. Але згодом його почали переслідувати невдачі та головний біль. У клініці лікарі, для того щоб зняти біль пацієнта, давали йому морфій. До цього, у пошуках нових відчуттів, Уточкін вже приймав гашиш та кокаїн, але на відміну від цих наркотиків, використання морфію призвело до залежності і він перетворився на наркомана. Проблем також додало і те, що Сергія покинула дружина, пішовши від нього до відомого одеського підприємця Артура Анатри. Ввечері 18 листопада 1911 року, під час повернення додому, його пограбували і під час бійки нападник ударив його залізним прутом у правий бік. А ще одного разу, за словами самого Сергія, на нього напала поліція. Окрім того, його також почала турбувати манія переслідування. Спочатку Сергія намагалися відправити у лікарню одеські друзі, однак, той категорично відмовився та поїхав до Санкт-Петербурга. Після переїзду у столицю, влітку 1913 року, Сергій все ж потрапив до психіатричної лікарні святого Миколи Чудотворця.
Це сталося після того, як відомий авіатор, вранці 26 липня 1913 року, влаштував бійку зі швейцаром Зимового палацу, намагаючись потрапити до імператора. Після цього інциденту Уточкіну намагався допомогти його старий друг, Олександр Купрін, якого спортсмен колись катав на повітряній кулі. Олександр Іванович зібрав за допомогою статті у газеті «Рѣчь» велику суму грошей на лікування Сергія, теж саме зробила газета «Вечернее время» на прохання В. Кораллі й інші газети зробили те саме. Зокрема, «Одесские новости» повідомляли про те, що у перший же день було зібрано 139 рублів і 55 копійок. У психіатричній лікарні Уточкін одужував повільно, тому за сприяння друзів його було переведено до окремої палати лікарні «Всіх Скорботних» на Петербурзькому шосе. Серед місцевих вважалося, що ця лікарня — «божевільний дім». Під час перебування у лікарні усі видатки на себе взяла міська управа. Однак, Сергій Ісайович оголосив голодування, заявивши, що смерть від голоду краще, ніж ув'язнення. Через це його почали годувати примусово.
З лікарні Сергій Уточкін вийшов лише восени 1913 року і повернувся в Одесу. Однак, там у нього більше не було ні домівки, ні грошей, до того ж авіатор так і не припинив приймати наркотики. У жовтні того ж року брати спортсмена, Леонід і Микола, відкрили кінотеатр «Уточ-кіно», для того щоб допомогти своєму середньому брату, а друзі Сергія звернулися до Ради Всеросійського аероклубу з проханням допомогти Сергію. Клуб у свою чергу виділив 600 російських рублів на «відшкодування витрат, пов'язаних з лікуванням С. І. Уточкіна». Згідно повідомлень у місцевих газетах, у листопаді Уточкін знову потрапив до одеської лікарні доктора Штейнфінкеля, розташованій на Середньофонтанській дорозі. У лікарні консиліум поставив діагноз —— «важкий нервовий розлад на ґрунті вживання наркотичних речовин». 28 грудня під час перебування Уточкіна у лікарні, в ній розпочалася пожежа о третій годині ночі. Згодом закінчилися гроші, які були виділені на лікування спортсмена, тому 23 лютого 1914 року з лікарні Штейнфінкеля Уточкіна перевезли до міської лікарні, а звідти до земської психіатричної колонії молдовського села Костюжани, у передмісті Кишинева. Там, у Бессарабії, умови лікування були жахливими у порівнянні з одеськими та петербурзькими лікарнями. І згодом він знову вийшов з лікарні. У рідному місті Уточкіна тоді зустрів відомий борець й авіатор, Іван Заїкін, якого також називали «Королем заліза». Згодом, Іван Михайлович згадував:
|                             | В Одесі Сергій Ісайович прийшов до мене виснажений, знервований. Я любив його за енергію, за сміливість в польотах, це був один з перших соколів нашої російської авіації. Тепер він був слабкою фізично та душевно людиною… Він казав: «Колишні друзі не бажають зустрічатися зі мною. Здається, пішов би і кинувся в море і тим би справа й скінчилася, але я цього не зможу зробити. Я поїду до Петербурга, можливо, там стану у нагоді для улюбленої справи» Оригінальний текст (рос.) В Одессе Сергей Исаевич пришел ко мне изможденный, нервный. Я любил его за энергию, за смелость в полетах, это был один из первых соколов нашей русской авиации. Теперь он был слабым физически и душевно человеком… Он говорил: «Прежние друзья не желают встречаться со мной. Кажется, пошел бы и бросился в море и тем бы дело и кончилось, но я этого не смогу сделать. Я уеду в Петербург, может быть, там пригожусь для любимого дела» |
| — Зі спогадів Івана Заікіна | |

### Останні роки та смерть

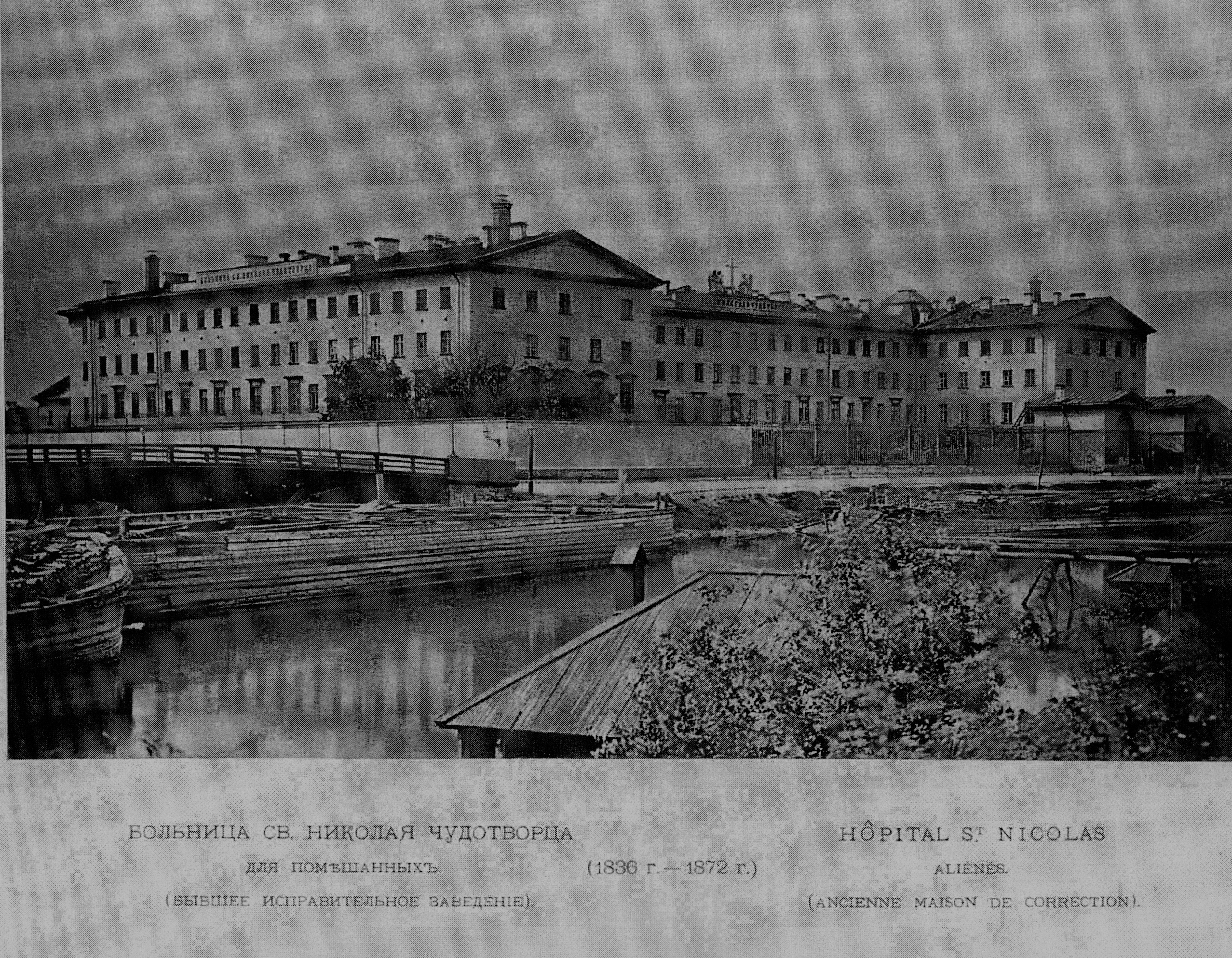
Психіатрична лікарня святого Миколи Чудотворця, де помер Сергій Ісайович

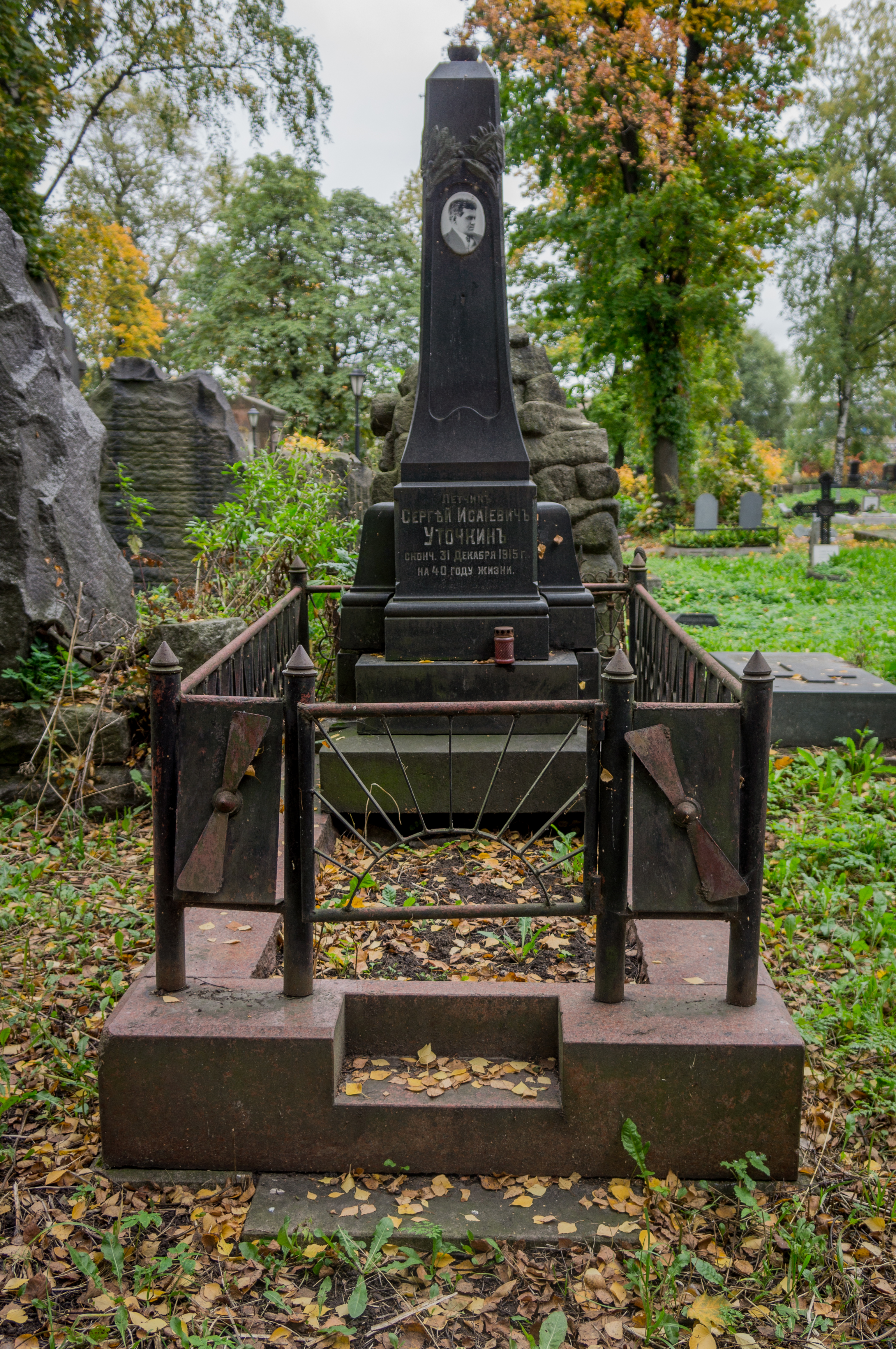
Могила Уточкіна

Після повернення до Санкт-Петербурга колишній піонер авіації безуспішно намагався знайти роботу. У столиці спортсмен заробляв трохи грошей грою у більярд. Також він заробляв гроші написанням спогадів у виданні «Синий журнал», який видавав Купрін. Сергій ночував вдома у знайомих, а іноді й на вулиці, голодуючи. А згодом почалася Перша світова війна, на початку якої велику кількість авіаторів було мобілізовано. Уточкін також намагався потрапити на фронт. Через психічне захворювання, навіть успішна здача показового польоту не допомогла йому піти на фронт льотчиком. А коли хвороба тимчасово відступила, Сергій намагався влаштуватися працювати на авіаційний завод, але й там йому відмовили. Його тоді зарахували у наземний штат автомобільно-авіаційної дружини, надавши звання прапорщика.
Останні роки Сергій Уточкін провів у Санкт-Петербурзі (тоді Російська імперія), живучи на випадкові заробітки. Зима 1915—1916 років була доволі холодною, тому, погано вдягнений Уточкін, майже усю зиму хворів. Згодом він захворів на запалення легень, з яким знову потрапив до Психіатричної лікарні святого Миколи Чудотворця. Вже 31 грудня 1915 (13 січня 1916) року авіатор помер, не доживши навіть до сорока років. За офіційною версією причиною смерті спортсмена було запалення легень, але є версії про крововилив у мозок і передозування. Сергій Уточкін помер наприкінці війни, тому у некрологах спогади про спортсмена швидко промайнули через новини з фронту. Спортсмена поховали з військовими почестями на Нікольському цвинтарі Олександро-Невської лаври.

## Спогади сучасників
3 (16) січня 1916 року у журналі «Южная мысль» з'явився некролог, який написав відомий журналіст, Юліус Емброс:
|                              | Величезна більшість знала тільки Уточкіна-спортсмена. Люди, що знали його близько, з перших же моментів зближення раптом переконувалися, є ще інший, ретельно захований від натовпу. Мало хто знав мрійника та романтика, закоханого у сонце та море, шукача краси у житті, в якому було щось від Дон-Кіхота, щось від Глана, щось від античного філософа-стоїка… У його колиски було багато добрих фей, які розкидали свої дари, але зла фея їх обплела ниткою трагізму. Оригінальний текст (рос.) Громадное большинство знало только Уточкина-спортсмена. Люди, знавшие его близко, с первых же моментов сближения вдруг убеждались, есть еще другой, тщательно спрятанный от толпы. Мало кто знал мечтателя и романтика, влюбленного в солнце и море, искателя красоты в жизни, в котором было нечто от Дон-Кихота, нечто от Глана, нечто от античного философа-стоика… У его колыбели было много добрых фей, разбросавших свои дары, но злая фея их оплела нитью трагизма. |
| — Юліус Емброс (Герценштейн) | |

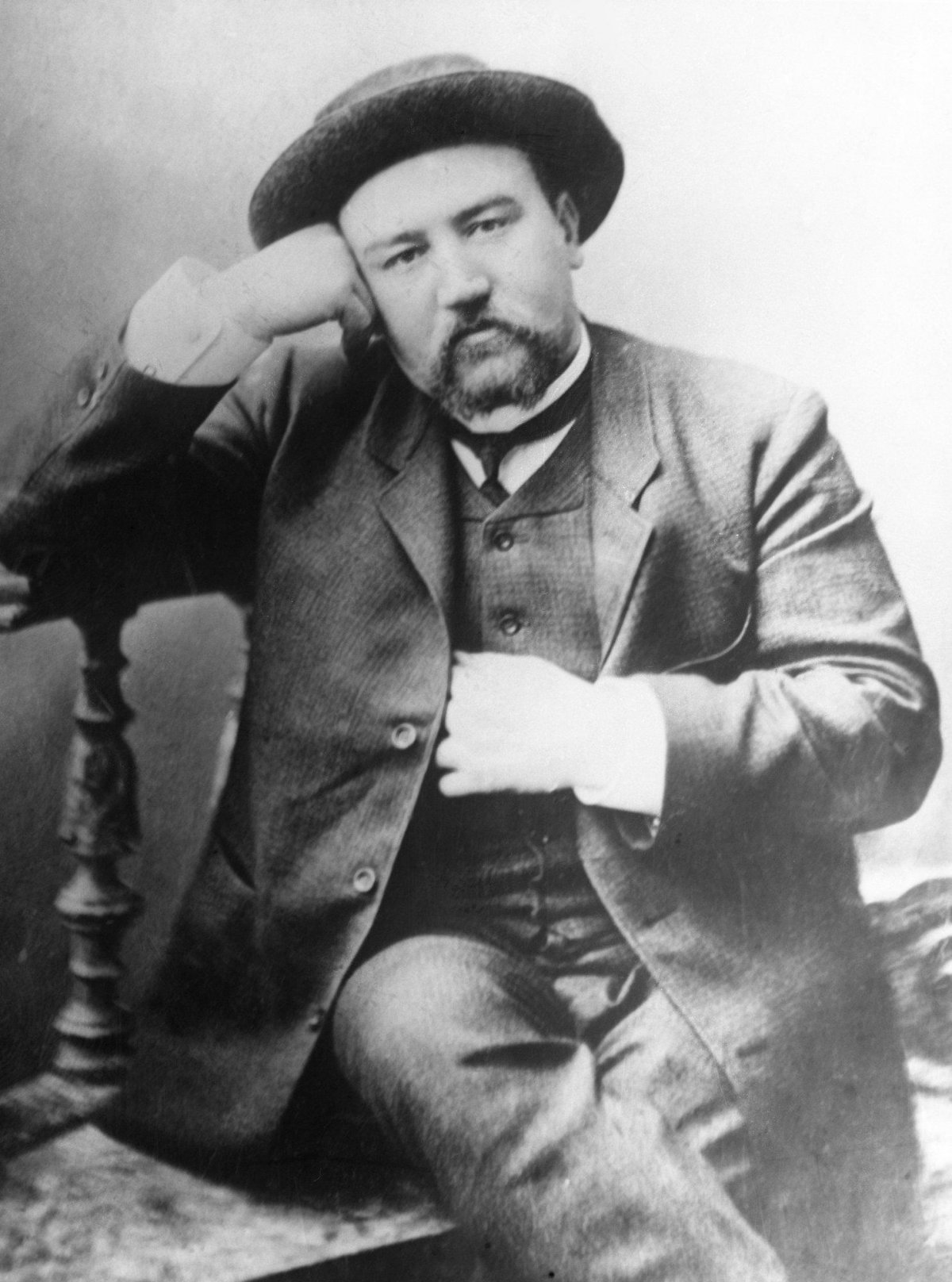
Друг Уточкіна Олександр Купрін

Російський письменник Олександр Купрін, писав про Уточкіна:
|                           | Якщо в Одесі є два популярні імені, то це імена бронзового Дюка, встановленого над бульварними сходами, та Сергія Уточкіна — кумира рибалок, велосипедистів різних звань і віку, жінок і вуличних хлопчаків. Оригінальний текст (рос.) Если есть в Одессе два популярных имени, то это имена бронзового Дюка, стоящего над бульварной лестницей, и Сергея Уточкина — кумира рыбаков, велосипедистов всех званий и возрастов, женщин, жадных до зрелищ, и уличных мальчишек. |
| — Писав Олександр Купрін, | |

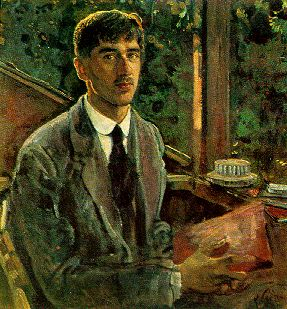
Корній Чуковський

Вже коли Уточкін потрапив до психіатричної лікарні, Купрін писав:
|   | Коли з'явилися перші чутки про божевілля Уточкіна, я не хотів їм вірити. Більш спокійної, врівноваженої, холоднокровної людини я ніколи не бачив у житті. Оригінальний текст (рос.) Когда появились первые слухи о сумасшествии Уточкина, я не хотел им верить. Более спокойного, уравновешенного, хладнокровного человека я никогда не видел в жизни. |
| — | |

Знайомих видатного авіатора часто вражала його ерудиція й, особливо, знання літератури. Олександр Купрін згадує, що Уточкін багато читав і був першим, хто познайомив його з творчістю таких авторів, як Кнут Гамсун і Вісенте Бласко Ібаньєс.
Видатний літературознавець Корній Чуковський, згадував:
|                                            | Мене завжди дивувало, що Уточкін, сидячи з Купріним за яким-небудь трактирним столом, говорив не стільки про спорт, скільки про літературу, про Горького, про Джека Лондона, про свого улюбленого Кнута Гамсуна, багато сторінок якого він знав напам'ять і декламував з великим ентузіазмом, а Купрін відмахувався від цих літературних сюжетів і переводив розмову на велосипедні перегони, на циркову боротьбу, на літаки й моторні яхти. Якщо послухати їх, можна було подумати, що Купрін — професійний спортсмен, а Уточкін — професійний письменник! |
| — Згадував Корній Чуковський про Уточкіна, | |

Про авіатора згадував також співак і кіноактор Леонід Утьосов:

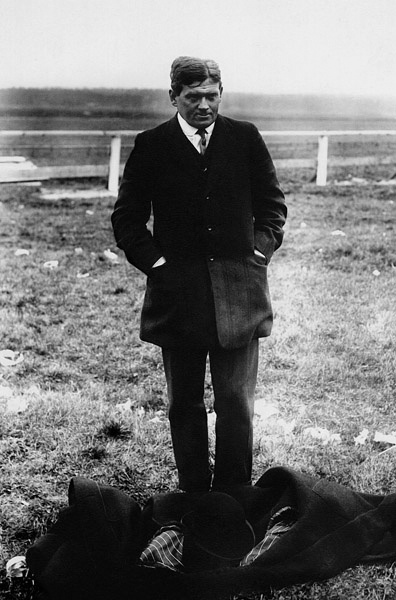
Фотокартка 1910-х років

|                         | «Вважалося, що Одеса без Уточкіна — не Одеса». Він її гордість, її слава. Уявіть собі людину вище середнього зросту, широкоплечого, на міцних ногах. Яскраво-руде волосся, білясті вії, широкий ніс і різко випнуте вперед підборіддя. Він могутній — ця чудо-людина. Він хоробрий, він розумний. Таких природа створює не часто. Він не просто спортсмен. Він найкращий велосипедист, ковзаняр, боксер, автомобіліст, парашутист, льотчик (один з перших у Росії). Як велосипедист, він поза конкуренцією, а що стосується автомобіля, то він на машині з'їхав по одеській сходах з бульвару у порт. При цьому треба знати, які автомобілі у той час існували. Коли на циклодромі перегони, одеські хлопчаки прилаштовуються на дерев'яному паркані навколо всієї доріжки, по всій дистанції йде ор: «Рудий, натискай!». «Ба-ба-ба-сявки», — на ходу кричить Уточкін і посміхається. Він вже далеко попереду своїх конкурентів, й Одеса щаслива. «А рудий-то не підкачав», — із задоволенням кажуть «уболівальники». Уточкін — заїка, але який! Якщо він почав кричати «босявкі» на старті, то закінчить це слово на фініші. І, як і дивно, його люблять і за це. Здається, якби він говорив нормально, це був би не Уточкін. Він безмірно добрий. Він може віддати все, що у нього є бідній жінці… Але сам він глибоко нещасний. Від нього пішла дружина до багача Анатра. Оригінальний текст (рос.) «Считалось, что Одесса без Уточкина — не Одесса». Он её гордость, её слава. Представьте себе человека выше среднего роста, широкоплечего, на крепких ногах. Ярко-рыжие волосы, белесые ресницы, широкий нос и резко выступающий вперед подбородок. Он могуч — этот чудо-человек. Он храбр, он умен. Таких природа создает не часто. Он не просто спортсмен. Он лучший велосипедист, конькобежец, боксер, автомобилист, парашютист, летчик (один из первых в России). Как велосипедист он вне конкуренции, а что касается автомобиля, то он на машине съехал по одесской лестнице с бульвара в порт. При этом надо знать, какие автомобили в то время существовали. Когда на циклодроме гонки, одесские мальчишки пристраиваются на деревянном заборе вокруг всей дорожки, на всей дистанции идет ор: «Рыжий, нажимай!». «Ба-ба-ба-сявки», — на ходу кричит Уточкин и улыбается. Он уже далеко впереди своих конкурентов, и Одесса счастлива. «А рыжий-то не подкачал», — с удовлетворением говорят «болельщики». Уточкин — заика, но какой! Если он начал кричать «босявки» на старте, то закончит это слово на финише. И, как не странно, его любят и за это. Кажется, если бы он говорил нормально, это был бы не Уточкин. Он безмерно добр. Он может отдать всё, что у него есть бедной женщине… Но сам он глубоко несчастен. От него ушла жена к богачу Анатра. |
| — Писав Леонід Утьосов, | |

Сергій Ісайович писав сам про себе:
|                                             | Я — Авіатор… Я літав над морем, над собором, над пірамідами. Чотири рази я розбивався на смерть. Решта разів — «дрібниці». Харчуюся тільки повітрям і бензином… Загалом, я найбільш щасливий з одеситів… Оригінальний текст (рос.) Я — Авиатор… Я летал над морем, над собором, над пирамидами. Четыре раза я разбивался насмерть. Остальные разы — «пустяки». Питаюсь только воздухом и бензином… В общем, я счастливейший из одесситов… |
| — Сергій Уточкін. «Моя исповедь». 1913 рік, | |

## Нагороди та почесні звання
- Звання «пілот-авіатор» (18 (31) березня 1910 року).

## Родина та особисте життя
Сергій Ісайович Уточкін народився у сім'ї Ісая Кузьмича й Аустинії Стефанівни Уточкіних, які померли, коли майбутній льотчик був ще дитиною. Зокрема, мати спортсмена померла у 1881 році, коли Сергію було лише п'ять років, при народженні молодшого сина, Леоніда. У сім'ї Уточкіних було іще два сини: Леонід та Микола. Після смерті батьків брати виховувалися у родичів Ісая Кузьмича, але згодом їх було розділено по різних родинах. За деякими даними, Микола Ісайович страждав на алкоголізм. За іншими ж, він став божевільним і проводив час, здебільшого, на вулицях Одеси, зазвичай, біля пам'ятника Михайлу Воронцову.
За словами кореспондента газети «Биржевые ведомости» на Першому всеросійському святі повітроплавання Сергій Уточкін був увесь вогняно-червоним — і волосся, і яскраво-пісочний костюм. Широке клітчате пальто, казанок, що з'їхав набік. Зовнішність Уточкина, за словами кореспондента, це була «зовнішність людини, однією недбало кинутою фразою здатної запалити веселим сміхом тисячний натовп».

## Вшанування пам'яті
У містах Одеса та Кривий Ріг є вулиця Сергія Уточкіна.

Пам'ятник Сергію Уточкіну на вулиці Дерибасівській, 22

Один з творів Олександра Купріна, «В полете», був присвячений спільному польоту Купріна й Уточкіна на повітряній кулі над Одеською затокою.
2 вересня 2001 року, у рамках святкування дня міста Одеси на вулиці Дерибасівській у Міському саду при вході у колишній кінотеатр «Уточ-кіно» було відкрито пам'ятник, присвячений Сергію Уточкіну. Пам'ятник було виконано у вигляді бронзової скульптури Сергія Ісайовича у повний зріст, де він, замислившись, стоїть на імпровізованому балконі та запускає паперовий літак. Авторами пам'ятника виступили місцеві майстри В. Глазирін і скульптор, Олександр Токарєв.
Місце для пам'ятника було обрано не випадково. Дім Ісаковича, навпроти якого розташований пам'ятник, був збудований у 1880-х роках. У ньому Сергій відкрив у жовтні 1913 року один з перших у Російській імперії кінотеатрів — «Уточ-кіно». Однак, займалися розвитком останнього його брати — Микола та Леонід. За радянських часів кінотеатр 1925 року отримав назву «Червоний льотчик» (рос. «Красный летчик»), з 1932 року — «Червоний залізничник» (рос. «Красный железнодорожник»), 1941 року його було перейменовано на Кінотеатр імені Уточкіна, за часів окупації спочатку — «Олтенія», а потім — «Зольдатенкіно». У 1956 році кінотеатр отримав ім'я Володимира Маяковського. 1998 року після пожежі його було закрито, однак у 2000 року його було відновлено під історичною назвою «Уточ-Кіно». Але наприкінці 2008 року його було закрито через неприбутковість. За радянських часів в Одесі також існував клуб любителів автостаровини імені Сергія Уточкіна. Він знаходився на Базарній вулиці, 28.
28 квітня 2016 року відповідно до закону України «Про засудження комуністичного та націонал-соціалістичного (нацистського) тоталітарного режимів та заборону пропаганди їхньої символіки» та політики декомунізації України в Одесі, на батьківщині Сергія Ісайовича було перейменовано декілька вулиць. Зокрема, було увічнено пам'ять Уточкіна і його ім'ям було названо колишній Колгоспний провулок.

### У культурі
У романі «Дванадцять стільців» 1928 року авторства Ільфа і Петрова головний персонаж, Остап Бендер, розповідає про аферу з перефарбовуванням бігових коней, і згадує Курочкіна, який викрив шахрая Друцького. Прототипом цього Курочкіна був Уточкін. У 1962 році авіатор став героєм біографічного фільму «У мертвій петлі», головну роль в якому виконав Олег Стриженов. Окрім того, другому російському льотчику була присвячена пісня Олександра Городницького — «Воздухоплавательный парк».